# 苏里南伊斯兰教

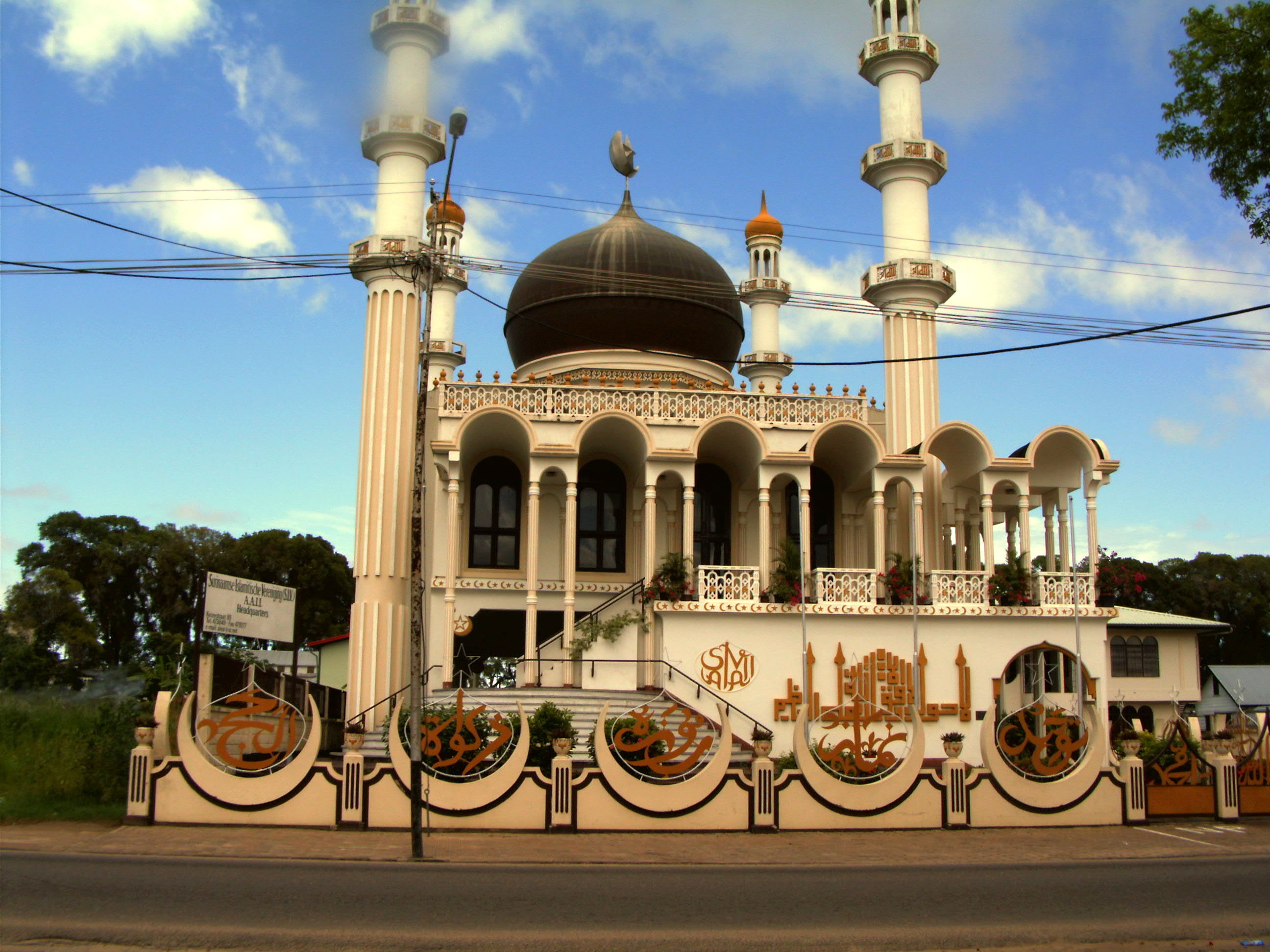
帕拉马里博的凯泽街清真寺

根据最近的人口调查（2004年）结果，苏里南的穆斯林人口达到了66,307人，约为苏里南总人口的13.5%，使苏成为美洲穆斯林人口比重最大的国家。不过1986年-1987年间的资料显示，穆斯林人口曾达到20%，直到2004年的普查。

## 组织
苏里南穆斯林会议（荷蘭語：The Madjlies Muslimeen of Suriname）是苏国最主要的穆斯林组织，该组织下辖许多穆斯林协会、联合会和基金会，并与世界穆斯林大会和穆斯林世界联盟保持着一定的联系。每年该组织会派出十数名穆斯林前往麦加朝觐。南美洲和加勒比伊斯兰宣教会也在苏里南设有分会。
苏里南约有50多座清真寺，而凯泽街清真寺是加勒比地区最大的清真寺。

## 历史
苏里南的穆斯林最早来自于西非的奴隶，虽然他们后来改信了基督教，与如今的穆斯林人口没有什么显著的关系。而今日苏里南穆斯林主要是来自印度和印度尼西亚的契约劳工后代。在1873年-1916年间，6000多名来自印度（尤其是旁遮普邦）的穆斯林劳工来到苏里南，他们的后代属于逊尼派的哈乃斐教法学派。而印度尼西亚裔苏里南人除少数皈依基督教外，绝大多数是穆斯林，属逊尼派的沙斐仪教法学派。但印尼裔穆斯林大多并不熟悉伊斯兰教法，仅仅遵循着伊斯兰教的简单礼仪和风俗。印尼裔定居点都会建有清真寺或礼拜堂，而伊斯兰信仰也会或多或少的出现在他们的日常生活中。今日印尼裔在苏里南各种族移民中相对的封闭正是来自于他们价值观中关于接触外来势力都是危险并会触怒神灵遭到报应的观点。印尼裔强调和睦共处的理念甚至超过对物质的占有，对特权的触及乃至掌握，这与其他民族都极为不同。另外，阿赫迈底亚运动在苏里南也有众多的印度裔和印尼裔的信徒。
苏里南的伊斯兰教主要受到了印度尼西亚人和巴基斯坦人的影响。除了血统，大多数苏里南穆斯林使用相同的语言拥有相同的文化。此外苏里南也有一部分阿富汗穆斯林和他们的后代。
由于苏里南长期被欧洲人殖民，故殖民政府一直扶持基督教。1970年，伊斯兰教的开斋节连同印度教的好利节才被当局承认，定为公共节日。伊斯兰教和印度教不像基督教一样插手政事，不过1988年苏里南实现民主后，一些印尼裔的政党也参与了政府的组阁。